# Neomyia bristocercus
Neomyia bristocercus är en tvåvingeart som först beskrevs av Ni 1982.  Neomyia bristocercus ingår i släktet Neomyia och familjen husflugor. Inga underarter finns listade i Catalogue of Life.